# Gammaropsis melanops
Gammaropsis melanops är en kräftdjursart som beskrevs av Georg Ossian Sars 1882. Gammaropsis melanops ingår i släktet Gammaropsis och familjen Isaeidae. Arten är reproducerande i Sverige. Inga underarter finns listade i Catalogue of Life.